# Eisschnelllauf-Sprintweltmeisterschaft 1986
Die 17. Eisschnelllauf-Sprintweltmeisterschaft wurde vom 22. bis 23. Februar im japanischen Karuizawa ausgetragen.

## Wettbewerb
- 62 Sportler aus 16 Nationen nahmen am Mehrkampf teil

| Teilnehmende Nationen                 | Teilnehmende Nationen                                           | Teilnehmende Nationen               | Teilnehmende Nationen                                     |
| ------------------------------------- | --------------------------------------------------------------- | ----------------------------------- | --------------------------------------------------------- |
| Australien Österreich Kanada Finnland | Frankreich BR Deutschland Deutsche Demokratische Republik Japan | Südkorea Niederlande Norwegen Polen | Schweden Chinesisch Taipeh Sowjetunion Vereinigte Staaten |

### Frauen

#### Endstand
- Zeigt die zwölf erfolgreichsten Sportlerinnen der Sprint-WM

| Rang | Name                      | 1. Lauf 500 Meter | Pkt.  | 1. Lauf 1.000 Meter | Pkt.  | 2. Lauf 500 Meter | Pkt.  | 2. Lauf 1.000 Meter | Pkt.  | Gesamt- pkt. |
| ---- | ------------------------- | ----------------- | ----- | ------------------- | ----- | ----------------- | ----- | ------------------- | ----- | ------------ |
| 1    | Karin Kania-Enke          | 39,94 (1)         | 39,94 | 1:18,84 (1)         | 39,42 | 40,00 (1)         | 40,00 | 1:21,40 (2)         | 40,70 | 160,060      |
| 2    | Christa Rothenburger      | 40,47 (2)         | 40,47 | 1:20,84 (2)         | 40,42 | 40,08 (2)         | 40,08 | 1:23,50 (7)         | 41,75 | 162,720      |
| 3    | Bonnie Blair              | 40,73 (3)         | 40,73 | 1:23,57 (6)         | 41,78 | 40,08 (2)         | 40,08 | 1:22,20 (4)         | 41,10 | 163,695      |
| 4    | Seiko Hashimoto           | 40,88 (4)         | 40,88 | 1:21,97 (3)         | 40,98 | 40,74 (4)         | 40,74 | 1:22,42 (5)         | 41,21 | 163,815      |
| 5    | Angela Stahnke            | 41,14 (6)         | 41,14 | 1:23,86 (7)         | 41,93 | 40,85 (6)         | 40,85 | 1:20,76 (1)         | 40,38 | 164,300      |
| 6    | Andrea Ehrig-Mitscherlich | 41,42 (10)        | 41,42 | 1:22,26 (4)         | 41,13 | 41,53 (12)        | 41,53 | 1:21,54 (3)         | 40,77 | 164,850      |
| 7    | Natalja Kurowa            | 41,22 (8)         | 41,22 | 1:23,11 (5)         | 41,55 | 41,37 (10)        | 41,37 | 1:23,43 (6)         | 41,71 | 165,860      |
| 8    | Monika Gawenus-Pflug      | 41,17 (7)         | 41,17 | 1:24,54 (9)         | 42,27 | 40,76 (5)         | 40,76 | 1:24,75 (10)        | 42,37 | 166,575      |
| 9    | Edel Therese Høiseth      | 41,41 (9)         | 41,41 | 1:24,62 (10)        | 42,31 | 41,12 (7)         | 41,12 | 1:25,60 (12)        | 42,80 | 167,640      |
| 10   | Erwina Rys-Ferens         | 41,94 (15)        | 41,94 | 1:25,04 (14)        | 42,52 | 42,15 (21)        | 42,15 | 1:23,75 (8)         | 41,87 | 168,485      |
| 11   | Shōko Fusano              | 41,49 (11)        | 41,49 | 1:25,11 (15)        | 42,55 | 41,31 (8)         | 41,31 | 1:26,27 (19)        | 43,13 | 168,490      |
| 12   | Irina Kuleschowa-Kowrowa  | 41,10 (5)         | 41,10 | 1:24,47 (8)         | 42,23 | 42,11 (19)        | 42,11 | 1:26,22 (17)        | 43,11 | 168,555      |

#### 1. Lauf 500 Meter
| Platz | Name                      | Land                            | Zeit  | Punkte |
| ----- | ------------------------- | ------------------------------- | ----- | ------ |
| 1     | Karin Kania-Enke          | Deutsche Demokratische Republik | 39,94 | 39,94  |
| 2     | Christa Rothenburger      | Deutsche Demokratische Republik | 40,47 | 40,47  |
| 3     | Bonnie Blair              | Vereinigte Staaten              | 40,73 | 40,73  |
| 4     | Seiko Hashimoto           | Japan                           | 40,88 | 40,88  |
| 5     | Irina Kuleschowa-Kowrowa  | Sowjetunion                     | 41,10 | 41,10  |
| 6     | Angela Stahnke            | Deutsche Demokratische Republik | 41,14 | 41,14  |
| 7     | Monika Gawenus-Pflug      | BR Deutschland                  | 41,17 | 41,17  |
| 8     | Natalja Kurowa            | Sowjetunion                     | 41,22 | 41,22  |
| 9     | Edel Therese Høiseth      | Norwegen                        | 41,41 | 41,41  |
| 10    | Andrea Ehrig-Mitscherlich | Deutsche Demokratische Republik | 41,42 | 41,42  |
|       |                           |                                 |       |        |
| 27    | Manuela Haßmann           | BR Deutschland                  | 43,48 | 43,48  |

#### 1. Lauf 1.000 Meter
| Platz | Name                      | Land                            | Zeit    | Punkte |
| ----- | ------------------------- | ------------------------------- | ------- | ------ |
| 1     | Karin Kania-Enke          | Deutsche Demokratische Republik | 1:18,84 | 39,42  |
| 2     | Christa Rothenburger      | Deutsche Demokratische Republik | 1:20,84 | 40,42  |
| 3     | Seiko Hashimoto           | Japan                           | 1:21,97 | 40,98  |
| 4     | Andrea Ehrig-Mitscherlich | Deutsche Demokratische Republik | 1:22,26 | 41,13  |
| 5     | Natalja Kurowa            | Sowjetunion                     | 1:23,11 | 41,55  |
| 6     | Bonnie Blair              | Vereinigte Staaten              | 1:23,57 | 41,78  |
| 7     | Angela Stahnke            | Deutsche Demokratische Republik | 1:23,86 | 41,93  |
| 8     | Irina Kuleschowa-Kowrowa  | Sowjetunion                     | 1:24,47 | 42,23  |
| 9     | Monika Gawenus-Pflug      | BR Deutschland                  | 1:24,54 | 42,27  |
| 10    | Edel Therese Høiseth      | Norwegen                        | 1:24,62 | 42,31  |
|       |                           |                                 |         |        |
| 27    | Manuela Haßmann           | BR Deutschland                  | 1:27,87 | 43,93  |

#### 2. Lauf 500 Meter
| Platz | Name                              | Land                                               | Zeit  | Punkte |
| ----- | --------------------------------- | -------------------------------------------------- | ----- | ------ |
| 1     | Karin Kania-Enke                  | Deutsche Demokratische Republik                    | 40,00 | 40,00  |
| 2     | Christa Rothenburger Bonnie Blair | Deutsche Demokratische Republik Vereinigte Staaten | 40,08 | 40,08  |
| 4     | Seiko Hashimoto                   | Japan                                              | 40,74 | 40,74  |
| 5     | Monika Gawenus-Pflug              | BR Deutschland                                     | 40,76 | 40,76  |
| 6     | Angela Stahnke                    | Deutsche Demokratische Republik                    | 40,85 | 40,85  |
| 7     | Edel Therese Høiseth              | Norwegen                                           | 41,12 | 41,12  |
| 8     | Shōko Fusano                      | Japan                                              | 41,31 | 41,31  |
| 9     | Noriko Toda                       | Japan                                              | 41,32 | 41,32  |
| 10    | Natalja Kurowa                    | Sowjetunion                                        | 41,37 | 41,37  |
|       |                                   |                                                    |       |        |
| 12    | Andrea Ehrig-Mitscherlich         | Deutsche Demokratische Republik                    | 41,53 | 41,53  |
| 25    | Manuela Haßmann                   | BR Deutschland                                     | 42,56 | 42,56  |

#### 2. Lauf 1.000 Meter
| Platz | Name                      | Land                            | Zeit    | Punkte |
| ----- | ------------------------- | ------------------------------- | ------- | ------ |
| 1     | Angela Stahnke            | Deutsche Demokratische Republik | 1:20,76 | 40,38  |
| 2     | Karin Kania-Enke          | Deutsche Demokratische Republik | 1:21,40 | 40,70  |
| 3     | Andrea Ehrig-Mitscherlich | Deutsche Demokratische Republik | 1:21,54 | 40,77  |
| 4     | Bonnie Blair              | Vereinigte Staaten              | 1:22,20 | 41,10  |
| 5     | Seiko Hashimoto           | Japan                           | 1:22,42 | 41,21  |
| 6     | Natalja Kurowa            | Sowjetunion                     | 1:23,43 | 41,71  |
| 7     | Christa Rothenburger      | Deutsche Demokratische Republik | 1:23,50 | 41,75  |
| 8     | Erwina Ryś-Ferens         | Polen                           | 1:23,75 | 41,87  |
| 9     | Marieke Stam              | Niederlande                     | 1:24,13 | 42,06  |
| 10    | Monika Gawenus-Pflug      | BR Deutschland                  | 1:24,75 | 42,37  |
|       |                           |                                 |         |        |
| 21    | Manuela Haßmann           | BR Deutschland                  | 1:26,74 | 43,37  |

### Männer

#### Endstand
- Zeigt die zwölf erfolgreichsten Sportler der Sprint-WM

| Rang | Name                  | 1. Lauf 500 Meter | Pkt.  | 1. Lauf 1.000 Meter | Pkt.  | 2. Lauf 500 Meter | Pkt.  | 2. Lauf 1.000 Meter | Pkt.  | Gesamt- pkt. |
| ---- | --------------------- | ----------------- | ----- | ------------------- | ----- | ----------------- | ----- | ------------------- | ----- | ------------ |
| 1    | Igor Schelesowski     | 37,35 (2)         | 37,35 | 1:14,81 (1)         | 37,40 | 37,26 (2)         | 37,26 | 1:14,14 (1)         | 37,07 | 149,085      |
| 2    | Dan Jansen            | 37,38 (3)         | 37,38 | 1:15,68 (2)         | 37,84 | 36,84 (1)         | 36,84 | 1:15,07 (3)         | 37,53 | 149,595      |
| 3    | Akira Kuroiwa         | 37,13 (1)         | 37,13 | 1:16,55 (10)        | 38,27 | 37,32 (4)         | 37,32 | 1:16,17 (6)         | 38,08 | 150,810      |
| 4    | Nick Thometz          | 37,70 (7)         | 37,70 | 1:16,47 (9)         | 38,23 | 37,78 (7)         | 37,78 | 1:14,72 (2)         | 37,36 | 151,075      |
| 5    | Uwe-Jens Mey          | 37,48 (4)         | 37,48 | 1:15,88 (3)         | 37,94 | 37,26 (2)         | 37,26 | 1:16,96 (14)        | 38,48 | 151,160      |
| 6    | Yukihiro Mitani       | 37,62 (5)         | 37,62 | 1:16,09 (5)         | 38,04 | 37,97 (11)        | 37,97 | 1:16,89 (13)        | 38,44 | 152,080      |
| 7    | Sergei Fokitschew     | 37,64 (6)         | 37,64 | 1:17,67 (18)        | 38,83 | 37,37 (5)         | 37,37 | 1:16,57 (10)        | 38,28 | 152,130      |
| 8    | Geert Kuiper          | 37,91 (9)         | 37,91 | 1:17,48 (17)        | 38,74 | 37,69 (6)         | 37,69 | 1:16,75 (11)        | 38,37 | 152,715      |
| 9    | Makoto Hirose         | 38,14 (13)        | 38,14 | 1:16,18 (7)         | 38,09 | 37,84 (8)         | 37,84 | 1:17,62 (19)        | 38,81 | 152,880      |
| 10   | Kimihiro Hamaya       | 38,07 (11)        | 38,07 | 1:16,72 (11)        | 38,36 | 38,29 (16)        | 38,29 | 1:16,54 (9)         | 38,27 | 152,990      |
| 11   | Konstantin Kudrjawzew | 37,91 (9)         | 37,91 | 1:15,99 (4)         | 37,99 | 37,92 (10)        | 37,92 | 1:18,35 (24)        | 39,17 | 153,000      |
| 12   | Guy Thibault          | 38,26 (15)        | 38,26 | 1:18,04 (19)        | 39,02 | 38,12 (12)        | 38,12 | 1:16,42 (8)         | 38,21 | 153,610      |

#### 1. Lauf 500 Meter
| Platz | Name                               | Land                            | Zeit  | Punkte |
| ----- | ---------------------------------- | ------------------------------- | ----- | ------ |
| 1     | Akira Kuroiwa                      | Japan                           | 37,13 | 37,13  |
| 2     | Igor Schelesowski                  | Sowjetunion                     | 37,35 | 37,35  |
| 3     | Dan Jansen                         | Vereinigte Staaten              | 37,38 | 37,38  |
| 4     | Uwe-Jens Mey                       | Deutsche Demokratische Republik | 37,48 | 37,48  |
| 5     | Yukihiro Mitani                    | Japan                           | 37,62 | 37,62  |
| 6     | Sergei Fokitschew                  | Sowjetunion                     | 37,64 | 37,64  |
| 7     | Nick Thometz Frode Rønning         | Vereinigte Staaten Norwegen     | 37,70 | 37,70  |
| 9     | Geert Kuiper Konstantin Kudrjawzew | Niederlande Sowjetunion         | 37,91 | 37,91  |
|       |                                    |                                 |       |        |
| 24    | Uwe Streb                          | BR Deutschland                  | 38,99 | 38,99  |
| 28    | Michael Hadschieff                 | Österreich                      | 39,27 | 39,27  |

#### 1. Lauf 1.000 Meter
| Platz | Name                  | Land                            | Zeit    | Punkte |
| ----- | --------------------- | ------------------------------- | ------- | ------ |
| 1     | Igor Schelesowski     | Sowjetunion                     | 1:14,81 | 37,40  |
| 2     | Dan Jansen            | Vereinigte Staaten              | 1:15,68 | 37,84  |
| 3     | Uwe-Jens Mey          | Deutsche Demokratische Republik | 1:15,88 | 37,94  |
| 4     | Konstantin Kudrjawzew | Sowjetunion                     | 1:15,99 | 37,99  |
| 5     | Yukihiro Mitani       | Japan                           | 1:16,09 | 38,04  |
| 6     | Boris Repnin          | Sowjetunion                     | 1:16,17 | 38,08  |
| 7     | Makoto Hirose         | Japan                           | 1:16,18 | 38,09  |
| 8     | Jan Ykema             | Niederlande                     | 1:16,33 | 38,16  |
| 9     | Nick Thometz          | Vereinigte Staaten              | 1:16,47 | 38,23  |
| 10    | Akira Kuroiwa         | Japan                           | 1:16,55 | 38,27  |
|       |                       |                                 |         |        |
| 14    | Michael Hadschieff    | Österreich                      | 1:16,99 | 38,49  |
| 15    | Uwe Streb             | BR Deutschland                  | 1:17,17 | 38,58  |
| 28    | Werner Jäger          | Österreich                      | 1:18,48 | 39,24  |

#### 2. Lauf 500 Meter
| Platz | Name                           | Land                                        | Zeit  | Punkte |
| ----- | ------------------------------ | ------------------------------------------- | ----- | ------ |
| 1     | Dan Jansen                     | Vereinigte Staaten                          | 36,84 | 36,84  |
| 2     | Igor Schelesowski Uwe-Jens Mey | Sowjetunion Deutsche Demokratische Republik | 37,26 | 37,26  |
| 4     | Akira Kuroiwa                  | Japan                                       | 37,32 | 37,32  |
| 5     | Sergei Fokitschew              | Sowjetunion                                 | 37,37 | 37,37  |
| 6     | Geert Kuiper                   | Niederlande                                 | 37,69 | 37,69  |
| 7     | Nick Thometz                   | Vereinigte Staaten                          | 37,78 | 37,78  |
| 8     | Makoto Hirose                  | Japan                                       | 37,84 | 37,84  |
| 9     | Jan Ykema                      | Niederlande                                 | 37,89 | 37,89  |
| 10    | Konstantin Kudrjawzew          | Sowjetunion                                 | 37,92 | 37,92  |
|       |                                |                                             |       |        |
| 14    | Uwe Streb                      | BR Deutschland                              | 38,28 | 38,28  |
| 26    | Michael Hadschieff             | Österreich                                  | 38,86 | 38,86  |
| 29    | Hans-Peter Oberhuber           | BR Deutschland                              | 39,28 | 39,28  |

#### 2. Lauf 1.000 Meter
| Platz | Name               | Land                            | Zeit    | Punkte |
| ----- | ------------------ | ------------------------------- | ------- | ------ |
| 1     | Igor Schelesowski  | Sowjetunion                     | 1:14,14 | 37,07  |
| 2     | Nick Thometz       | Vereinigte Staaten              | 1:14,72 | 37,36  |
| 3     | Dan Jansen         | Vereinigte Staaten              | 1:15,07 | 37,53  |
| 4     | Gaétan Boucher     | Kanada                          | 1:15,56 | 37,78  |
| 5     | Michael Richmond   | Australien                      | 1:16,02 | 38,01  |
| 6     | Akira Kuroiwa      | Japan                           | 1:16,17 | 38,08  |
| 7     | Hein Vergeer       | Niederlande                     | 1:16,39 | 38,19  |
| 8     | Guy Thibault       | Kanada                          | 1:16,42 | 38,21  |
| 9     | Kimihiro Hamaya    | Japan                           | 1:16,54 | 38,27  |
| 10    | Sergei Fokitschew  | Sowjetunion                     | 1:16,57 | 38,28  |
|       |                    |                                 |         |        |
| 12    | Michael Hadschieff | Österreich                      | 1:16,88 | 38,44  |
| 14    | Uwe-Jens Mey       | Deutsche Demokratische Republik | 1:16,96 | 38,48  |
| 20    | Uwe Streb          | BR Deutschland                  | 1:17,72 | 38,86  |
| 25    | Werner Jäger       | Österreich                      | 1:18,39 | 39,19  |